# Long Itchington
Long Itchington is een civil parish in het bestuurlijke gebied Stratford-on-Avon, in het Engelse graafschap Warwickshire met 2013 inwoners.